# Rodney King

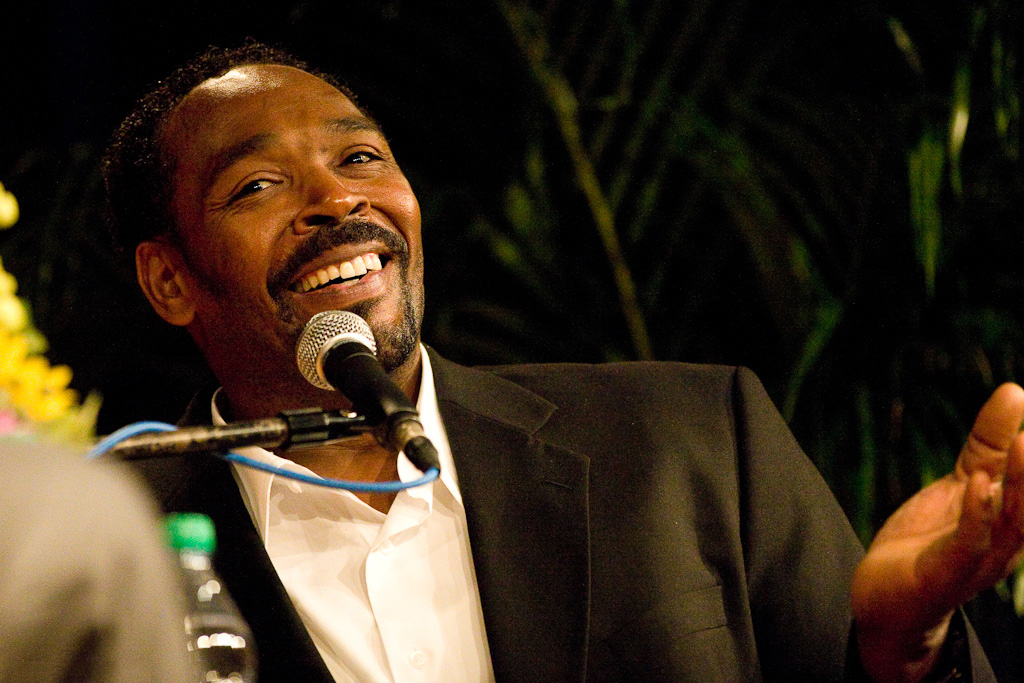
Rodney King în apr. 2012

Rodney King (n. 2 aprilie 1965, Sacramento, California - d. 17 iunie 2012, Rialto, California) a fost un muncitor afroamerican, care a fost în anii 1990 victima rasismului nord-american. La 3 martie 1991, în urma comiterii unui delict de circulație și anume nerespectarea vitezei legale, King a fost urmărit și oprit de poliția din statul California. King, care consumase alcool, a avut o rezistență acerbă și a căutat să fugă. La arestarea lui, King a fost filmat cum opune rezistență organelor de ordine, care reacționează brutal. Acest film, în care se poate vedea cum a fost bătut de polițiști, a fost folosit ca dovadă la proces. Polițiștii nu au fost condamnați la procesul din aprilie 1992. Această hotărâre judecătorească a declanșat un val de proteste violente ale populației de culoare din Los Angeles, iar bilanțul a fost pagube materiale în jur de 1 miliard de dolari, moartea a 53 de persoane și cel puțin 2.000 de răniți. Revolta maselor a putut fi stopată de președintele american George H. W. Bush numai cu ajutorul armatei. La procesul următor care a avut loc, doi dintre polițiști au fost găsiți vinovați și au fost condamnați la 30 de luni de închisoare ceilalți doi fiind achitați.